# Дювивье, Марта
Марта Луиза Эрнестина Дювивье (фр. Marthe Louise Ernestine Duvivier; 27 апреля 1850, Париж — 28 мая 1930, там же) — французская оперная певица сопрано. В 1870 году закончила с отличием Парижскую консерваторию. Рано прервала музыкальную карьеру из-за проблем с голосом.

## Биография
Родилась в Париже в 1850 году. Училась в Парижской консерватории, которую закончила с отличием в 1870 году и получила первую премию. 9 декабря 1881 года в брюссельском театре «Ла Монне», она исполнила роль Саломеи на премьере оперы «Иродиада» Жюля Массне. Композитор похвально отзывался о её даровании и красоте. Певица дебютировала в Парижской опере 20 июня 1883 года в партии Валентины в опере Джакомо Мейербера «Гугеноты». В её репертуар входили также партии в таких операх композитора как «Африканка» (Селика) и «Пророк» (Берта). Среди других ролей, которые она исполнила во время своей карьеры, были Ортруда в «Лоэнгрине» Рихарда Вагнера, Инесса в «Фаворитке» Гаэтано Доницетти, Леонора в «Трубадуре» Джузеппе Верди, Маргарита в «Осуждении Фауста» Гектора Берлиоза и Маргарита в «Мефистофеле» Арриго Бойто. Она также исполняла музыку Августы Ольмес. Выступала на сценах других театров, в том числе за пределами Франции и Бельгии. Так, в американском Новом-Орлеане она пела вместе с Аделиной Патти. Однако она была вынуждена довольно рано прервать музыкальную карьеру в связи с проблемами с голосом.
Она вышла замуж за инженера и малоудачного изобретателя, в браке с которым в 1876 году родила дочь Маргариту, сыном которой был Макс Маллован, британский археолог, специалист по древней Передней Азии, а также второй муж писательницы Агаты Кристи и отчим её дочери Розалинды. Маллован характеризовал своего предка по материнской линии следующим образом: «Бабушка хорошо зарабатывала, устраивала пышные приёмы и с лёгкостью тратила всё, что имела. У неё было доброе сердце и бесшабашно весёлый характер».
Кроме карьеры певицы занималась также переводами с английского языка на французский под псевдонимом «Люс Гритт» (Luce Gritte).